# Veyreau
 Veyreau  (en occitano Vairau) es una población y comuna francesa, situada en la región de Mediodía-Pirineos, departamento de Aveyron, en el distrito de Millau y cantón de Peyreleau.

## Demografía
| 164 | 140 | 110 | 109 | 106 | 109 |
| Para los censos de 1962 a 1999 la población legal corresponde a la población sin duplicidades (Fuente: INSEE [Consultar]) |     |     |     |     |     |